# Ставрос (дем Бешичко езеро)
Вижте пояснителната страница за други значения на Ставрос.
Ставро̀с (на гръцки: Σταυρός, в превод кръст) е село в Егейска Македония, Гърция, център на дем Бешичко езеро в област Централна Македония.

## География
Ставрос е разположено в североизточната част на Халкидическия полуостров на западния бряг на Орфанския залив в подножието на планината Сугляни. На склона е разположена старата част на Ставрос – Ано Ставрос (Горно Ставрос).

## История
Ставрос е създадено след разгрома на Гърция в Гръцко-турската война в 1922 година под името Паралия Ставру или Като Ставрос и в него са заселени гърци бежанци от малоазийското село Катърли. В 1928 година селото е смесено местно-бежанско с 253 бежански семейства и 906 души бежанци. В 1932 година е преименувано на Ставрос, а старото Ставрос е преименувано на Ано Ставрос.
Жителите отглеждат маслини и цитруси и се занимават с туръзъм.
| Година    | 1913 | 1920 | 1928 | 1940 | 1951 | 1961 | 1971 | 1981 | 1991 | 2001 | 2011 | 2021 |
| --------- | ---- | ---- | ---- | ---- | ---- | ---- | ---- | ---- | ---- | ---- | ---- | ---- |
| Население |      |      | 1148 | 1393 | 1632 | 1584 | 1700 | 2259 | 2641 | 3285 | 3672 | 3262 |

В селото има църква „Света Параскева“ с малък параклис от 1925 година и втора църква „Свети Авксентий“ от 2000 година.